# Џексонвил (Охајо)
Џексонвил (енгл. Jacksonville) град је у америчкој савезној држави Охајо.

## Демографија
По попису из 2010. године број становника је 481, што је 63 (-11,6%) становника мање него 2000. године.
| Група             | 2000.       | 2010.       |
| Белци             | 531 (97,6%) | 466 (96,9%) |
| Афроамериканци    | 0 (0,0%)    | 3 (0,6%)    |
| Азијати           | 0 (0,0%)    | 0 (0,0%)    |
| Хиспаноамериканци | 3 (0,6%)    | 0 (0,0%)    |
| Укупно            | 544         | 481         |